# 杉溪由言
杉溪 由言（杉渓、すぎたに よしとき、1892年（明治25年）11月13日 - 1965年（昭和40年）5月3日）は、大正・昭和期の政治家、奈良華族。貴族院男爵議員。旧名・冷泉為由。

## 経歴
華族・冷泉為勇の長男として生まれ、男爵・杉溪言長の養子となる。1915年（大正4年）6月16日、由言と改名。養父の隠居に伴い、1929年（昭和4年）10月1日、男爵を襲爵した。
1919年（大正8年）7月、東京帝国大学文学部史学科（国史学）を卒業し、さらに1922年（大正11年）同法学部政治学科を卒業した。同年、東京電燈に入社した。また、歌会始講師、同奉行、御歌所参候などを務めた。
1932年（昭和7年）7月10月、貴族院男爵議員に選出され、公正会に所属して活動し、1947年（昭和22年）5月2日の貴族院廃止まで二期在任した。その他、中央電力調整委員会委員、有機合成事業委員会委員、司法省委員、日本産金振興 (株) 設立委員などを務めた。墓所は多磨霊園。

## 親族
- 先妻：尚子（たかこ、森田正縄長女）[1]
- 後妻：弥栄子（やえこ、山口圭蔵二女）[1]
- 長男：一言（日本女子大学名誉教授）[1]